# Ахшарумовы
Ахшарумовы — дворянский род, армянского происхождения берущий свое начало в Грузии
Род внесён в родословную книгу Московской губернии.
Другая отрасль этого рода существует в Грузии.

## Происхождение и история рода
Род Ашхарумовых армянского происхождения. Родоначальник, дворянин при грузинском царе — Георгий Ахшарумов, живший в 1-й половине XVIII столетия. Он имел двух сыновей, из которых Вениамин Георгиевич, придворный переводчик царя Вахтанга Грузинского, выехал в Россию и определён на службу прапорщиком (28 февраля 1752), коллежский переводчик (1754), титулярный советник, состоял при Новокрещенской осетинской комиссии в Кизляре, а затем при Московской сенатской конторе и является родоначальником дворянского рода Ахшарумовых в России. Умер в Москве († 1773). От двух браков имел 9 сыновей и трёх дочерей.

## Описание герба
Высочайше утверждённого герба дворян Ахшарумовых не имеется.
Самобытный герб: в серебряном поле щита — дерево, у подножия которого два зверя — животных (как сказано в описании). На щите дворянский шлем и корона.

## Известные представители
- Ахшарумов, Вениамин Георгиевич (?—1773) — коллежский переводчик, титулярный советник.
  - Ахшарумов, Иван Вениаминович (?—1787) — майор, надворный советник, советник Могилёвского наместнического правления.
    - Ахшарумов, Дмитрий Иванович (1785—1837) — генерал-майор, историк, первый историк Отечественный войны 1812 года.
      - Ахшарумов, Николай Дмитриевич (1819—1893) — русский писатель и литературный критик.
      - Ахшарумов, Дмитрий Дмитриевич (1823—1910) — русский общественный деятель, петрашевец.
      - Ахшарумов, Владимир Дмитриевич (1824—1911) — русский поэт и общественный деятель.
        - Ахшарумов, Дмитрий Владимирович (1864—1936) — композитор и дирижёр.

      - Ахшарумов, Семён Дмитриевич (1829—1908) — историк, действительный статский советник.
      - Ахшарумов, Иван Дмитриевич (1831—1903) — прокурор, тайный советник, писатель.
        - Ахшарумов, Борис Иванович (1867—1931) — гинеколог, доктор медицины, статский советник.

  - Ахшарумов, Иван Вениаминович (Меньшой; ?—1829) — подполковник, плац-майор в Твери.
    - Ахшарумов, Вениамин Иванович (1826—1907) — инженер-генерал, председатель Межевой канцелярии.